# Nowa Synagoga w Szczecinie

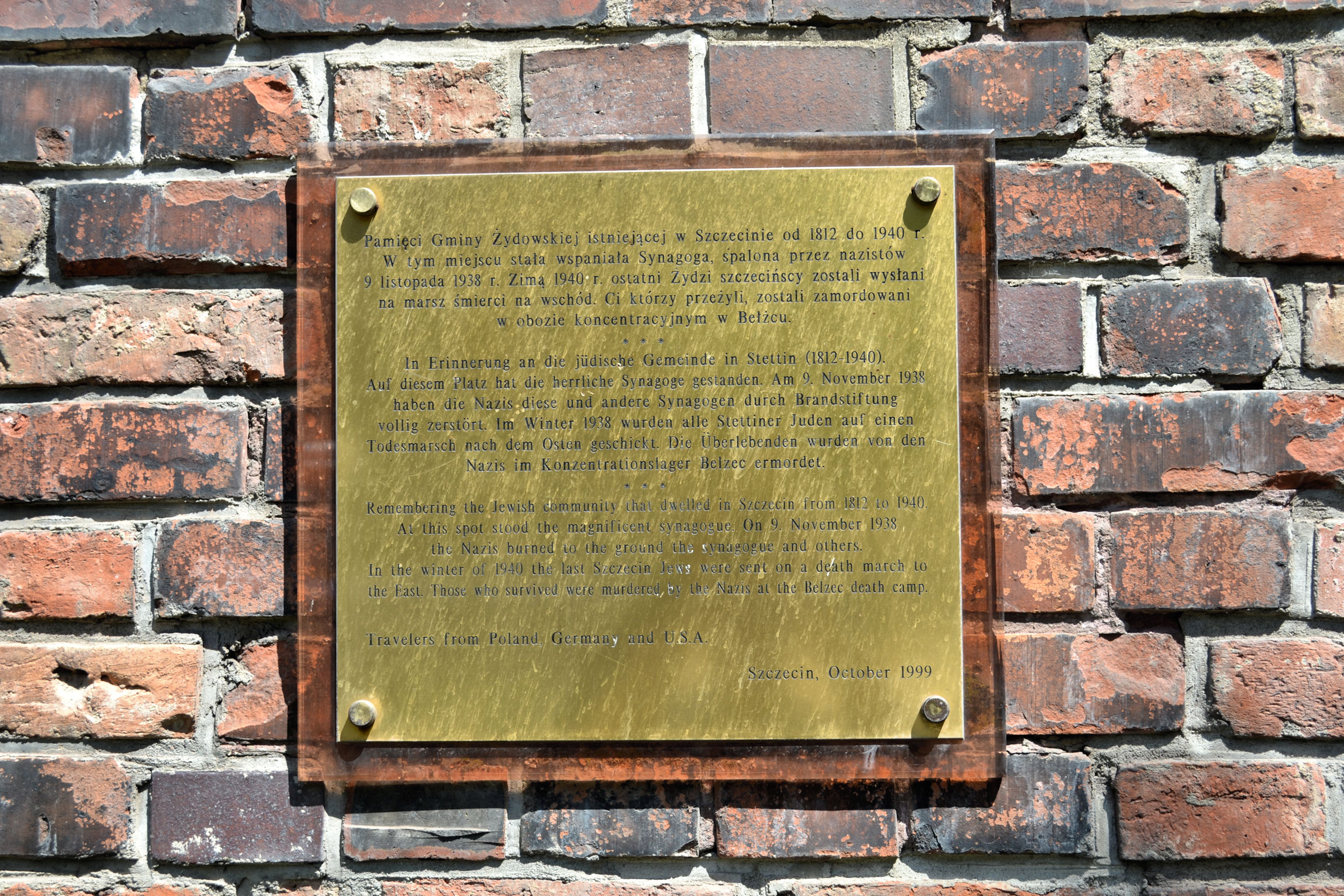
Tablica informacyjna w miejscu dawnej synagogi

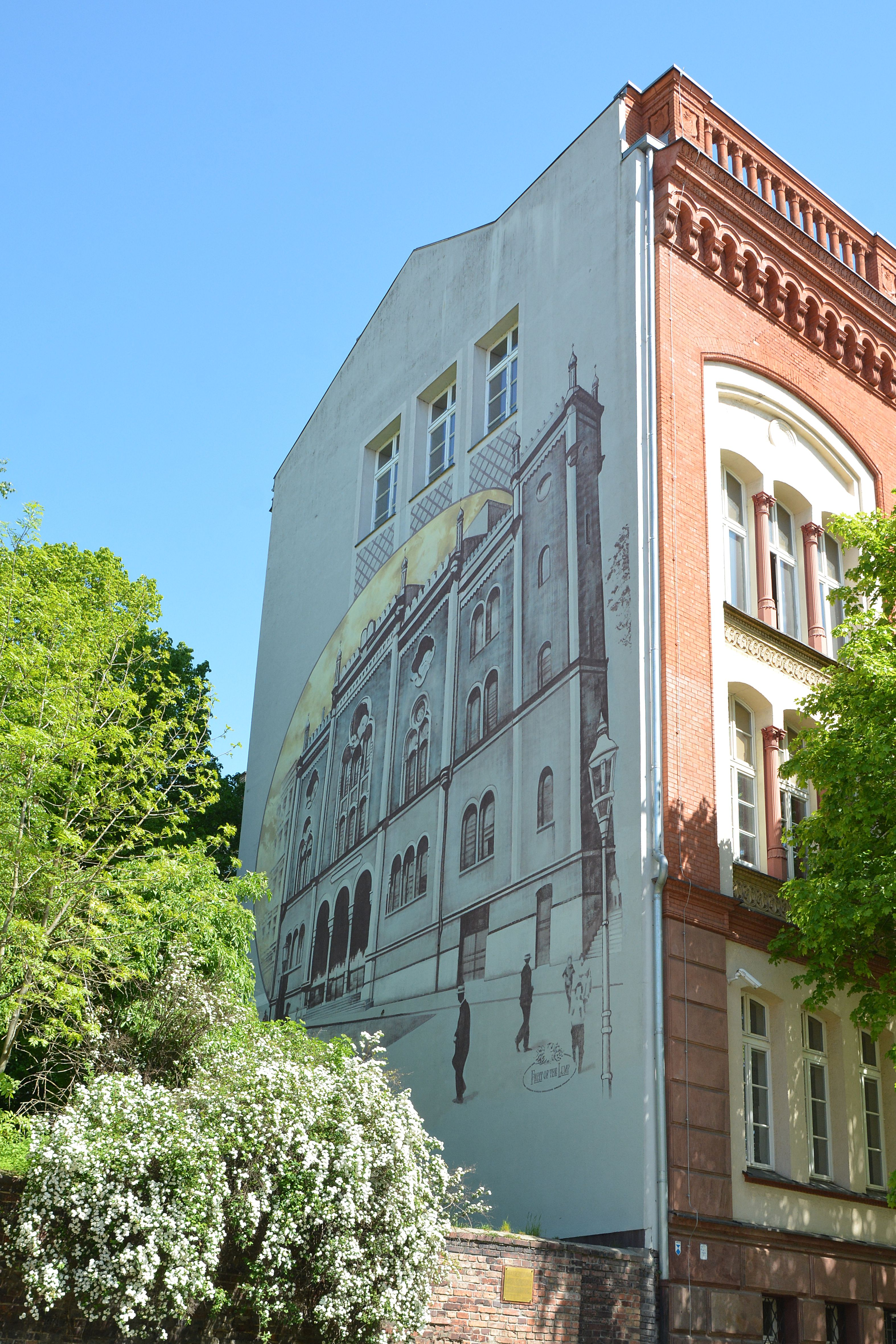
Współczesny mural na gmachu Książnicy Pomorskiej przedstawiający Nową Synagogę w Szczecinie

Nowa Synagoga w Szczecinie – synagoga znajdująca się niegdyś w Szczecinie, przy Grüne Schanze (obecnie jest to działka przy ulicy Dworcowej 9a).
Zbudowana w latach 1873-1875 według projektu szczecińskiego architekta Konrada Krühla. Stanęła na miejscu starszej, drewnianej bożnicy, zwanej Starą Synagogą. Uroczyste otwarcie i wprowadzenie zwojów Tory do Nowej Synagogi odbyło się 3 maja 1875 roku. W kolejnych latach obiekt przechodził liczne renowacje oraz modernizacje, m.in. dodano organy, elektryczne oświetlenie i centralne ogrzewanie.
Podczas nocy kryształowej z 9 na 10 listopada 1938 roku bojówki hitlerowskie spaliły synagogę. W 1941 roku jej zgliszcza wysadzono w powietrze i usunięto. Dziś o synagodze przypomina tablica pamiątkowa umieszczona obok budynku Książnicy Pomorskiej.
Murowany budynek synagogi wzniesiono na planie prostokąta, w stylu eklektyczno-mauretańskim. W zachodniej części znajdował się przedsionek, z którego wchodziło się do głównej sali modlitewnej, otoczonej z trzech stron galeriami dla kobiet. Całość mogła pomieścić 1500 osób.
Fasadę główną wieńczyły tablice Dekalogu oraz liczne sterczyny.